# Haylazlı, Ayas (Yumurtalık)
Haylazlı ou Ayas était au Moyen Âge la métropole de la Petite Arménie et un port important pour les échanges entre l'Europe et le Moyen-Orient. C'est actuellement un quartier central de Yumurtalık, ville de Turquie dans la province d'Adana.

## Histoire

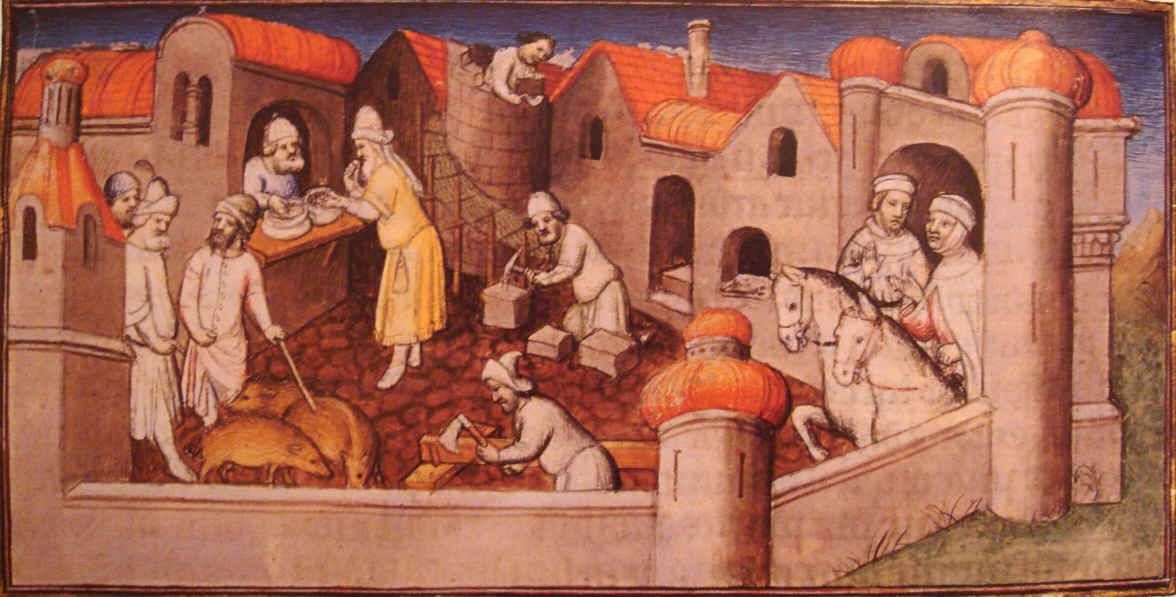
Port de Layas. Enluminure du Livre de Marco Polo (ms. BnF fr. 2810)

Ce quartier avec son port et sa tour médiévale était autrefois, sous le nom de Ayas (Այաս, Ayas, en arménien ; ou Layas, Ajuzzo, Lajazzo ou Laiazzo par les marchands italiens au Moyen Âge) la métropole de la Petite Arménie, dont le port était l'un des principaux points d'entrée vers l'Asie et en retour un débouché pour les marchandises d'Orient à destination de l'Europe. 

« Il y a sur la mer une ville appelée Layas très marchande, car on y porte toutes les épices, les draps en soie et or d'Orient, et tous autres produits. Des marchands de Venise, de Gênes et d'autres pays y viennent, pour y vendre leurs marchandises et acheter ce dont ils ont besoin. Et quiconque veut aller en Asie, marchand ou autre, prend la route à partir de cette ville. »

— Marco Polo.
Antérieurement, c'était l'antique Ægée, connue depuis la plus haute antiquité,.
Actuellement l'ancien fort qui domine le vieux port s'appelle Ayas Kalesi, Ayas Castel, Fort Ayas. La population du quartier est de 338 habitants (2022).